# Нові ліві (Китай)
Китайські нові ліві (кит.: 新左派) — політичний та економічний напрям думки в КНР, що з'явився в середині 1990-х, як ліворадикальна відповідь на неоліберальні реформи.
Свою назву отримало за аналогією з новими лівими рухами в решті світу — через критику ліворуч традиційних структур (у цьому випадку Комуністичної партії Китаю). В цім китайські нові ліві часто перебувають під впливом маоїзму і орієнтуються протестний робочий рух.